# Demografía de Antigua y Barbuda
Este artículo es sobre las características demográficas de la población de Antigua y Barbuda, incluyendo densidad de población, etnicidad, afiliaciones religiosas y otros aspectos de la población.

## Población

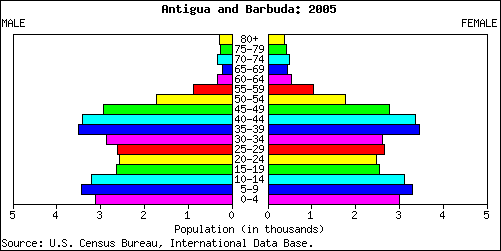
Pirámide poblacional

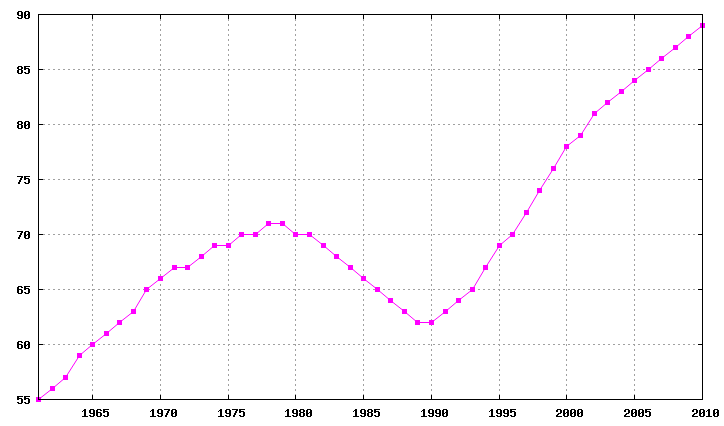
Población de Antigua y Barbuda, Dato de FAO, año 2005 ; Número de habitantes en miles de personas.

Según el censo poblacional de 2011, la población residente estimada de Antigua y Barbuda era de 86 295 habitantes.
La población estimada en 2016 es 100,963 (de acuerdo a la revisión de 2017 de las Perspectivas de Población Mundiales).

## Estadísticas vitales
| Población mediana | Nacimientos vivos | Muertes | Cambio natural | Índice de nacimiento crudo (por 1000) | Índice de muerte cruda (por 1000) | Cambio natural (por 1000) | Tasa de mortalidad infantil | TFR  |     |
| ----------------- | ----------------- | ------- | -------------- | ------------------------------------- | --------------------------------- | ------------------------- | --------------------------- | ---- | --- |
| 1950              | ~46 000           | 1 654   | 535            | 1 119                                 | 35.7                              | 11.6                      | 24.2                        |      |     |
| 1951              | ~48 000           | 1 676   | 605            | 1 071                                 | 34.7                              | 12.5                      | 22.2                        |      |     |
| 1952              | ~50 000           | 1 612   | 526            | 1 086                                 | 32.3                              | 10.5                      | 21.8                        |      |     |
| 1953              | ~51 000           | 1 687   | 599            | 1 088                                 | 33.0                              | 11.7                      | 21.3                        |      |     |
| 1954              | ~52 000           | 1 660   | 532            | 1 128                                 | 31.9                              | 10.2                      | 21.7                        |      |     |
| 1955              | ~53 000           | 1 880   | 516            | 1 364                                 | 35.7                              | 9.8                       | 25.9                        |      |     |
| 1956              | ~53 000           | 1 917   | 497            | 1 420                                 | 36.1                              | 9.4                       | 26.8                        |      |     |
| 1957              | ~53 000           | 1 764   | 512            | 1 252                                 | 33.0                              | 9.6                       | 23.4                        |      |     |
| 1958              | ~54 000           | 1 818   | 551            | 1 267                                 | 33.8                              | 10.3                      | 23.6                        |      |     |
| 1959              | ~54 000           | 1 831   | 517            | 1 314                                 | 33.8                              | 9.5                       | 24.3                        |      |     |
| 1960              | ~55 000           | 1 878   | 538            | 1 340                                 | 34.3                              | 9.8                       | 24.5                        |      |     |
| 1961              | ~55 000           | 1 768   | 503            | 1 265                                 | 31.9                              | 9.1                       | 22.8                        |      |     |
| 1962              | ~56 000           | 1 787   | 405            | 1 382                                 | 31.7                              | 7.2                       | 24.5                        |      |     |
| 1963              | ~57 000           | 1 833   | 574            | 1 259                                 | 32.0                              | 10.0                      | 21.9                        |      |     |
| 1964              | ~59 000           | 1 886   | 500            | 1 386                                 | 32.2                              | 8.5                       | 23.7                        |      |     |
| 1965              | ~60 000           | 1 742   | 484            | 1 258                                 | 29.2                              | 8.1                       | 21.1                        |      |     |
| 1966              | ~61 000           | 1 745   | 492            | 1 253                                 | 28.7                              | 8.1                       | 20.6                        |      |     |
| 1967              | ~62 000           | 1 794   | 440            | 1 354                                 | 28.9                              | 7.1                       | 21.8                        |      |     |
| 1968              | ~63 000           | 1 811   | 513            | 1 298                                 | 28.7                              | 8.1                       | 20.5                        |      |     |
| 1969              | ~64 000           | 1 527   | 410            | 1 117                                 | 23.7                              | 6.4                       | 17.4                        |      |     |
| 1970              | ~65 000           | 1 540   | 411            | 1 129                                 | 23.6                              | 6.3                       | 17.3                        |      |     |
| 1971              | ~66 000           | 1 700   | 414            | 1 286                                 | 25.6                              | 6.2                       | 19.4                        |      |     |
| 1972              | ~67 000           | 1 573   | 455            | 1 118                                 | 23.4                              | 6.8                       | 16.6                        |      |     |
| 1973              | ~68 000           | 1 257   | 377            | 880                                   | 18.5                              | 5.5                       | 12.9                        |      |     |
| 1974              | ~69 000           | 1 274   | 496            | 778                                   | 18.6                              | 7.2                       | 11.3                        |      |     |
| 1975              | ~69 000           | 1 336   | 463            | 873                                   | 19.3                              | 6.7                       | 12.6                        |      |     |
| 1976              | ~70 000           | 1 522   | 491            | 1 031                                 | 21.8                              | 7.0                       | 14.8                        |      |     |
| 1977              | ~70 000           | 1 429   | 489            | 940                                   | 20.3                              | 7.0                       | 13.4                        |      |     |
| 1978              | ~71 000           | 1 342   | 402            | 940                                   | 19.0                              | 5.7                       | 13.3                        |      |     |
| 1979              | ~71 000           | 1 397   | 469            | 928                                   | 19.8                              | 6.6                       | 13.2                        |      |     |
| 1980              | ~70 000           | 1 238   | 387            | 851                                   | 17.6                              | 5.5                       | 12.1                        |      |     |
| 1981              | ~70 000           | 1 177   | 377            | 800                                   | 16.9                              | 5.4                       | 11.5                        |      |     |
| 1982              | ~69 000           | 1 152   | 394            | 758                                   | 16.7                              | 5.7                       | 11.0                        |      |     |
| 1983              | ~68 000           | 1 174   | 404            | 770                                   | 17.3                              | 5.9                       | 11.3                        |      |     |
| 1984              | ~67 000           | 1 126   | 386            | 740                                   | 16.8                              | 5.8                       | 11.1                        |      |     |
| 1985              | ~66 000           | 1 190   | 405            | 785                                   | 18.1                              | 6.2                       | 11.9                        |      |     |
| 1986              | ~65 000           | 1 130   | 383            | 747                                   | 17.5                              | 5.9                       | 11.6                        |      |     |
| 1987              | ~63 000           | 1 104   | 417            | 687                                   | 17.4                              | 6.6                       | 10.8                        |      |     |
| 1988              | ~63 000           | 1 107   | 389            | 718                                   | 17.7                              | 6.2                       | 11.5                        |      |     |
| 1989              | ~62 000           | 1 137   | 415            | 722                                   | 18.3                              | 6.7                       | 11.7                        |      |     |
| 1990              | ~62 000           | 1 288   | 433            | 855                                   | 20.8                              | 7.0                       | 13.8                        |      |     |
| 1991              | ~62 000           | 1 178   | 438            | 740                                   | 18.9                              | 7.0                       | 11.9                        |      |     |
| 1992              | ~63 000           | 1 256   | 442            | 814                                   | 19.8                              | 7.0                       | 12.8                        |      |     |
| 1993              | ~65 000           | 1 228   | 455            | 773                                   | 18.9                              | 7.0                       | 11.9                        |      |     |
| 1994              | ~67 000           | 1 271   | 451            | 820                                   | 19.1                              | 6.8                       | 12.3                        |      |     |
| 1995              | ~68 000           | 1 347   | 434            | 913                                   | 19.7                              | 6.3                       | 13.4                        |      |     |
| 1996              | ~70 000           | 1 400   | 429            | 971                                   | 19.9                              | 6.1                       | 13.8                        |      |     |
| 1997              | ~72 000           | 1 448   | 468            | 980                                   | 20.0                              | 6.5                       | 13.6                        |      |     |
| 1998              | ~74 000           | 1 366   | 456            | 910                                   | 18.4                              | 6.1                       | 12.3                        |      |     |
| 1999              | ~76 000           | 1 329   | 509            | 820                                   | 17.5                              | 6.7                       | 10.8                        |      |     |
| 2000              | ~78 000           | 1 528   | 447            | 1 081                                 | 19.7                              | 5.8                       | 13.9                        |      |     |
| 2001              | ~79 000           | 1 366   | 457            | 909                                   | 17.3                              | 5.8                       | 11.5                        |      |     |
| 2002              | ~80 000           | 1 201   | 434            | 767                                   | 15.0                              | 5.4                       | 9.6                         |      |     |
| 2003              | ~81 000           | 1 242   | 437            | 805                                   | 15.4                              | 5.4                       | 10.0                        |      |     |
| 2004              | ~82 000           | 1 272   | 527            | 745                                   | 15.6                              | 6.4                       | 9.1                         | 15.6 |     |
| 2005              | 82 786            | 1 243   | 497            | 746                                   | 15.0                              | 6.0                       | 9.0                         | 13.1 | 1.6 |
| 2006              | 84 330            | 1 207   | 465            | 742                                   | 14.3                              | 5.8                       | 8.5                         | 10.9 | 1.6 |
| 2007              | 85 901            | 1 295   | 471            | 824                                   | 15.1                              | 5.5                       | 9.6                         | 21.7 | 1.7 |
| 2008              | 87 506            | 1 452   | 543            | 909                                   | 16.6                              | 6.2                       | 10.4                        | 17.4 | 1.8 |
| 2009              | 89 138            | 1 418   | 523            | 895                                   | 15.9                              | 5.7                       | 10.2                        | 11.4 | 1.8 |
| 2010              | 90 801            | 1 255   | 504            | 751                                   | 13.8                              | 5.6                       | 8.2                         | 10.5 | 1.5 |
| 2011              | 1 257             | 478     | 779            | 22.6                                  |                                   |                           |                             |      |     |
| 2012              | 1 187             | 510     | 677            | 15.3                                  |                                   |                           |                             |      |     |

### Estructura de la población
Estructura de la población (27.05.2011) (censo):
| Grupo de edad | Hombres | Mujeres | Total  | %    |
| ------------- | ------- | ------- | ------ | ---- |
| Total         | 40 986  | 44 581  | 85 567 | 100  |
| 0-4           | 3 361   | 3 262   | 6 623  | 7,74 |
| 5-9           | 3 272   | 3 188   | 6 460  | 7,55 |
| 10-14         | 3 690   | 3 638   | 7 329  | 8,57 |
| 15-19         | 3 554   | 3 519   | 7 073  | 8,27 |
| 20-24         | 3 206   | 3 418   | 6 624  | 7,74 |
| 25-29         | 3 135   | 3 512   | 6 647  | 7,77 |
| 30-34         | 3 101   | 3 516   | 6 617  | 7,73 |
| 35-39         | 3 049   | 3 699   | 6 748  | 7,89 |
| 40-44         | 3 124   | 3 588   | 6 712  | 7,84 |
| 45-49         | 2 893   | 3 348   | 6 241  | 7,29 |
| 50-54         | 2 416   | 2 694   | 5 110  | 5,97 |
| 55-59         | 1 763   | 1 957   | 3 721  | 4,35 |
| 60-64         | 1 398   | 1 569   | 2 968  | 3,47 |
| 65-69         | 1 066   | 1 172   | 2 238  | 2,62 |
| 70-74         | 690     | 810     | 1 500  | 1,75 |
| 75-79         | 527     | 654     | 1 181  | 1,38 |
| 80-84         | 331     | 520     | 850    | 0,99 |
| 85-89         | 214     | 298     | 512    | 0,60 |
| 90-94         | 72      | 122     | 193    | 0,23 |
| 95+           | 27      | 57      | 84     | 0,10 |
| Desconocido   | 96      | 40      | 136    | 0,16 |

| Grupo de edad | Hombres | Mujeres | Total  | Porcentaje |
| ------------- | ------- | ------- | ------ | ---------- |
| 0-14          | 10 323  | 10 088  | 20 411 | 23,85      |
| 15-64         | 27 736  | 30 860  | 58 596 | 68,48      |
| 65+           | 2 927   | 3 633   | 6 560  | 7,67       |

## Grupos étnicos
La población de Antigua y Barbuda, es predominantemente negra (91.0%) o mixta (4.4%). 1.9% de la población es blanca y 0.7% Hindúes del Este. Existe también una pequeña población de Amerindios: 177 en 1991 y 214 en 2001 (0.3 % de la población total). El restante 1.6 % de la población incluye personas del Oriente Medio (0.6 %) y chinos (0.2 %).
El censo de 2001 reveló que 19 425, o 30 % de la población total de Antigua y Barbuda,  reportó como lugar de nacimiento un país extranjero. Más de 15 000 de estas personas eran de otros estados del Caribe, representando 80% del total de extranjeros. Los principales países de origen
eran Guyana, Dominica y Jamaica. Aproximadamente 4,500 o 23% de extranjeros fueron nacidos en Guyana; 3,300 o 17% de Dominica y 2,800 o 14% de Jamaica. El grupo de mayor proporción fuera de la región Caribe fue aquel de nacionales de los
Estados Unidos. Del total de 1,715 personas, 9% de extranjeros, provino
los Estados Unidos mientras que 3%  y 1% provino el Reino Unido y Canadá, respectivamente. Muchos de estos son los hijos de antiguanos que habían emigrado a estos países, principalmente durante los años de 1980, y que posteriormente regresaron.

## Estadísticas demográficas de The World Factbook
Las estadísticas demográficas siguientes son del World Factbook, a menos que se indique de otra manera: ó
- 92,436

### Nacionalidad
- Sustantivo: antiguano(s)
- Adjetivo: antiguano

### Idiomas
- Inglés (oficial)
- Criollo Antiguano

### Grupos Étnicos
- Negro 87.3%
- Mixto 4.7%,
- Hispánico 2.7%
- Blanco 1.6%
- Otro 2.7%
- Sin especificar  0.9%

### Religiones
- Protestante 68.3% 
  - Anglicano 17.6%
  - Adventista del Séptimo-día 12.4%
  - Pentecostal 12.2%
  - Moravian 8.3%
  - Metodista 5.6%
  - Santidad de Wesleyan  4.5%
  - Iglesia de Dios 4.1%
  - Bautista 3.6%
- Católico 8.2%
- Otro 12.2%
- Sin especificar 5.5%
- Ninguno 5.9%